# Kike Turrón
Kike Turrón (n. Madrid, 27 de julio de 1970) es un periodista, escritor y músico español.

## Biografía
Empezó a editar fanzines a primeros de los noventa, unas autoediciones que contenían sus propios relatos. A partir de esa primera aproximación al mundo de la literatura, empezó a colaborar con otros fanzines del momento, aportando entrevistas a grupos, críticas de directos y cosas similares, siempre relacionadas con el punk y el rock, sobre todo con el que se hacía en España. De ahí pasó a publicaciones musicales menos underground (El Tubo, Ruta 66, por ejemplo), con mayor tirada y mejor difusión. Durante estos primeros años de actividad, comenzó el programa radiofónico ‘Buitre no come alpiste’, un espacio que se emitió en diferentes radios libres (no comerciales) de la época: Radio Enlace, Onda Verde, y alguna otra emisora.
A mediados de los noventa fundó el grupo de poesía punk King Putreak. Lo hizo junto a Kike Babas (voz) y Panta (guitarra) con la intención de musicar sus propios poemas. Además participa en la formación de Huevos Canos, un combo multidisplinar donde se daba la rumba, el punk, el rock duro y otros estilos. El grupo se separó tras cuatro años de conciertos y un disco publicado.
Con los años, empezará a trabajar en el terreno videográfico, trabajando para grupos como Pereza, Barricada, Marea, y Manu Chao, entre otros. Tras la separación de King Putreak, Kike Turrón empezó a trabajar con su nuevo proyecto musical (donde escribe letras, canta y toca la guitarra) un nuevo grupo que lleva por nombre Turrones.
Como periodista ha colaborado con publicaciones como elasombrario.com, BAO, Zona de Obras, Rock Estatal o manerasdevivir.com.

En su faceta como escritor, ha publicado, bajo el sello Zona de Obras/SGAE las biografías de varios grupos y artistas musicales, como Los Enemigos, Siniestro Total y Rosendo Mercado. También ha firmado sendas biografías de los grupos Boikot y Reincidentes bajo los sellos Locomotive y DRO/Warner, respectivamente, siempre en colaboración con Kike Babas. También se ha autopublicado dos libros de relatos, y ha participado en las obras Simpatía por el Relato (VV.AA., Ed. Drakul) y Resaca Hank Over: Un homenaje a Charles Bukowski (VV.AA., Ed. Caballo de Troya).
Ha escrito prólogos de cortesía para las obras de Fito Cabrales, Fitografía (2017), también para la caja recopilatoria de Rosendo Mercado, titulada De escalde y trinchera, en esta obra, además, hace la entrevista exclusiva que va incluida en la caja en formato DVD. También ha escrito la biografía de Manu Chao Manu Chao ilegal... persiguiendo al Clandestino (BAO Ediciones, 2019).
También ha aportado su colaboración y testimonio en el documental sobre el cantante Miguel Ríos, Cruce de caminos (2023), dirigido por Luis Mengs y Luismi Fernández, y también en el documental sobre el cantautor punk zaragozano Manolo Kabezabolo, Si todavía te kedan dientes es ke no estuviste ahí (2023), dirigido por J. Alberto Andrés Lacasta.

## Discografía

### Con King Putreak
- El present es lluita (1998). Single.
- Nadie come del aire[6] (Subterfuge, 1998). Disco-libro con relatos de Babas y Turrón.
- Buitre No Come Alpiste[7] (Gor, 2001). Disco-libro con relatos de Babas y Turrón compartido con The Vientre.
- Por aquí van los tiros[8] (Labatelkueyo Records, 2006). Compartido con The Vientre.

### Con Huevos Canos
- De luna de miel con el veneno[9] (1999):

### Con Turrones
- Por Tuberías (Potencial Hardcore, 2013)
- Bi (Potencial Hardcore, 2016)
- Bailar, se trata de eso (Beatclap, 2020)

## Libros editados

### Libros escritos junto a Kike Babas
- De espaldas al kiosco (Guía histórica de fanzines y otros papelajos de alcantarilla) (El Europeo & La Tripulación, 1996). Colección Los libros del Cuervo ISBN 978-84-89156-09-8.[10]
- Boikot. Historias escritas[11] (Locomotive, 2000). Vídeo VHS + libro. Biografía de Boikot.
- Los Enemigos. Dentro.[12] (Zona de Obras-S.G.A.E., 2001). Biografía y conversaciones con Los Enemigos.
- A Palo Seko. La paja en el ojo ajeno (Dro/Warner, 2001). Biografía de A Palo Seko.
- Siniestro Total. Tremendo delirio[13] (Zona de Obras-S.G.A.E., 02)- Biografía de Siniestro Total y conversaciones con Julián Hernández.
- Rosendo. La sana intención (Zona De Obras-S.G.A.E., 2003). Biografía y conversaciones con Rosendo Mercado.[14][15]
- El sol y la rabia: Biografía de Reincidentes[16] (Locomotive y Virus, 2006). Biografía de Reincidentes.
- Momentos del Santana. Arte y música en Segovia (1992-2009). Homenaje al bar Santana de Segovia, por el que durante décadas han pasado las figuras más importantes del rock en España.[17][18]
- Maneras de vivir: Leño y el origen del rock urbano (Editorial BAO, 2013). Biografía oral al mítico trío Leño, en esta biografía colaboran todas las personas cercanas al grupo y los tres componentes de la banda, todos ellos van hilando, de la mano de Kike Turrón y Kike Babas, los años en activo de la mítica formación madrileña. El libro agotó su primera edición.
- Maneras de vivir: Leño y el origen del rock urbano (Editorial BAO, 2018). Segunda edición del libro con el añadido de prólogos exclusivos de Yosi (Suaves), Kutxi Romero (Marea), Leiva, El Drogas y Fito Cabrales, que hablan sobre su pasión y relación con Leño.
- Manu Chao ilegal... persiguiendo al Clandestino (BAO Ediciones, 2019). El libro refleja la carrera del artista franco español, mezclada con las vivencias y trabajos que los autores han tenido junto a Manu. Contiene prólogos de Amparo Sánchez Fernando León de Aranoa Fermín Muguruza
- Sol y sombra: biografía oral de Los Rodríguez (BAO Ediciones, 2020). Biografía coral a una de las bandas más relevantes del pop/rock en castellano, en esta biografía se muestran las declaraciones de todas las personas cercanas al grupo y los tres componentes vivos de la banda , todos ellos van hilando, de la mano de ]]Kike Turrón]] y Kike Babas, la formación, desarrollo, auge y disolución de la mítica formación hispano/argentina.
- La Pegatina. Adrenalina (BAO Ediciones, 2021). Una entrevista a fondo con Rubén Sierra, fundador del grupo catalán La Pegatina. En ella, se muestra el nacimiento y desarrollo del grupo: las giras, colaboraciones, los viajes, grabaciones, toda la vida del grupo.
- El Canijo de Jerez. Garrapatero cósmico (BAO Ediciones, 2021). En formato pregunta respuesta, los autores repasan la vida, las bandas y obra de este artista de Jerez de la Frontera, que empezó su vida artística con Los Delinquentes para luego seguir bajo su apodo artístico, El Canijo de Jerez
- Rosendo. Quiero que sueñes conmigo (BAO Ediciones, 2022). Biografía sobre Rosendo Mercado compuesta por las entrevistas que los autores han hecho al guitarrista de Carabanchel a lo largo de dos décadas de amistad profesional.
- Fito. Y por supuesto la luna (BAO Komikiak, 2023). Comic biográfico sobre el músico Fito Cabrales, con guion de Kike Turrón y Kike Babas. Se repasa toda la vida del artista bilbaíno, desde su nacimiento hasta su consagración como la indiscutible figura que es hoy en día. El libro cuenta con las viñetas de: Alberto Peral, Vicente Damián, Toni Fight, Raquel Alzate, Pedro J. Colombo, Kepa de Orbe, Alejandro Merino, Alex Orbe y Juan Soler. El libro tiene prólogos de los guionistas y El Gran Wyoming.

### Libros escritos en solitario
- Al domador se lo tragaron las fieras (2007).[19][20]
- Por el Retrovisor (2010).[21][22]
- Bailar, se trata de eso (2020). Cuento y disco con prólogos de Benjamín Prado y Andrés Calamaro e ilutsraciones de la artista gallega A Flaira

### Libros en los que participa con algunos relatos
- Resaca Hank Over: Un Homenaje a Charles Bukowski.[23] (Ed. Caballo de Troya, 2008)
- Simpatía por el Relato. Antología de cuentos escritos por Rockeros. (Drakul, 2009).[24][25]

## Documentales dirigidos
- Diario de gira (2008), documental que acompañaba al álbum Ni un paso atrás (en directo), acerca de las vivencias que las bandas Reincidentes, Boikot, Porretas y Sonora tuvieron durante su gira conjunta Ni un paso atrás entre marzo y septiembre de 2007.[26]
- Incodificado (1999), documental realizado con motivo de la gira Algazara de la banda Reincidentes donde se hace un repaso a toda la trayectoria del grupo desde sus inicios.[27][28]

## Videoclips grabados
- Turrones - "Janis Winehouse" (2018)
- Turrones - "Los hijos se marchan fuera" (2017)
- Pereza -  "Señor Kioskero" (2011) y "Llévame al baile" (2011).[29]
- Boikot - "Ska-lashnikov" (2010).[30]
- King Putreak - "Tarantelas de W.C." (2006)
- Porretas - "Barrio bajero" (2006), "Marihuana" (2000) y "Pongamos que hablo de Madrid" (2000)
- No se lo digas a mamá - "Tan loco" (2006)
- Los Reconoces - "Contra tiempos inertes" (2005)
- Poncho K - "Sopas de Cariño" (2005)
- Dikers - "Dale gas" (2002)[31]
- Marea - "El rastro" (2002) y "A la mierda primavera" (2002)
- Barricada - "El trompo" (2002)
- Manu Chao - "Mentira" (1998)

## Producciones televisivas
- Lo Peor de Todo:[32] Programa de videos, entrevistas y reportajes emitido en el canal Más Música (Canal Satélite Digital) a lo largo de 28 emisiones entre 1997 y 1998.